# Max und Moritz Reloaded
Pour les articles homonymes, voir Max und Moritz (homonymie).
Max und Moritz Reloaded est une comédie allemande réalisée par Thomas Frydetzki et Annette Stefan et sortie en 2005. Il s'agit d'une adaptation du roman illustré éponyme de Wilhelm Busch.

## Synopsis
Modelé sur l’histoire de Wilhelm Busch publiée au XIXe siècle, le film raconte les aventures et les coups pendables de deux frères préadolescents et délinquants de Hambourg. Leur mère, Rita, une anarchiste passionnée de la vie, n’a autre chose en tête que la musique, l’alcool et l’amour et ne se soucie pas le moins du monde de ce qui arrive à ses garnements. Seule Paula, l’angélique travailleuse sociale pavée de bonnes intentions, samaritaine dans l’âme, essaie en vain de sauver les enfants. Les garçons emboutissent la voiture qu’ils ont volée dans un autre véhicule sur la banquette arrière duquel se trouve la fille d’un sénateur hambourgeois. C’en est trop. Les deux malfrats sont expédiés en camp de réhabilitation.
Le camp est dirigé par deux anciens de la milice allemande de l’Est, Axel et Henry, ayant une propension au chant et empreints d’une nostalgie profonde pour l’ère communiste. Il s’agit d’un couple d’homosexuels refoulés vivant ensemble depuis longtemps. Mais avec Max et Moritz dans les parages, tout secret a la vie courte. En théorie, Axel et Henry gagnent 150 € par jour par enfant, mais après un court délai, ils doivent se rendre aux armes des galopins et deviennent à leur tour victimes d’extorsion et de chantage.
Tout serait sans inquiétude si Max et Moritz n’avaient pas piqué la Ferrari rouge de Murder Hanne, un bandit de bas étage. Max et Moritz ne se laissent pas impressionner, mais empruntent plutôt les clefs de l’arsenal de la caserne-camp où ils furent internés et réagissent en attaquant… Décrire le reste ruinerait l’appréciation de l’œuvre en divulguant la chute. 

## Distribution
- Kai Michael Müller : Moritz Reischke
- Willi Gerk : Max Reischke
- Katy Karrenbauer : Mère Rita Reischke
- Franziska Petri : Paula Winter, spécialiste du travail social
- Sebastian Krumbiegel : Axel Schultz
- Toni Krahl : Henry Maschke
- Ben Becker : Mörder-Hanne
- Karen Böhne : Puff-Mutter Brunhilde
- Harry Baer : Bavarois
- Steffen Jürgens : Intervenant en relations publiques
- Stefan Lampadius : Chef de section principale
- Roxanne Borski : Rita
- Anna Hausburg : Paolina
- Numan Acar : Bülent